# Koani
Koani är en ort på ön Zanzibar i östra Tanzania. Den är administrativ huvudort för regionen Södra Zanzibar. Koani är belägen cirka en mil öster om staden Zanzibar och hade 442 invånare vid folkräkningen 2002.